# Magny-en-Vexin
Magny-en-Vexin egy község Franciaországban. Lakosainak száma 5755 fő (2022. január 1.).

## Földrajza
Magny-en-Vexin Montagny-en-Vexin, Banthelu, Charmont, Serans, Cléry-en-Vexin, Hodent, Nucourt és Saint-Gervais községekkel határos.